# Parc zoologique de Témédja
 (juin 2025).
 (février 2025).
Si vous disposez d'ouvrages ou d'articles de référence ou si vous connaissez des sites web de qualité traitant du thème abordé ici, merci de compléter l'article en donnant les références utiles à sa vérifiabilité et en les liant à la section « Notes et références ».
Le Parc zoologique de Témédja, également connu sous le nom de Zoo Tali N'na, est un parc animalier situé à Témédja, dans la région des Plateaux au Togo. Ce parc offre aux visiteurs l'opportunité de découvrir une variété d'animaux sauvages dans un environnement sécurisé et naturel.

## Attraits principaux

### Diversité animale
Le zoo abrite une gamme variée d'animaux, notamment des lions, des crocodiles, des hyènes, des chacals, des tortues d'eau douce et de désert, des oies, des biches, ainsi qu'un aquarium géant.

### Environnement naturel
Les animaux évoluent dans des enclos conçus pour reproduire leur habitat naturel, avec des installations telles qu'une cascade artificielle en plein cœur du parc.

### Activités éducatives
Le parc propose des programmes éducatifs visant à sensibiliser le public à la conservation de la faune et à l'importance de la biodiversité.

## Informations pratiques
- Adresse : Evou-Kodégbé, Amou - Togo.